# Хлорид палладия(II)
Хлори́д палла́дия(II) (дихлори́д палладия) — неорганическое соединение хлора и палладия, относящееся к классу галогенидов. Ядовит.

## Свойства
Темно-красный порошок, в воде растворим в следовых количествах, легко растворим в соляной кислоте. В органических растворителях хорошо растворим. Образует хорошо растворимые в органических растворителях комплексы с ацетонитрилом или бензонитрилом.

## Получение
Синтезируется непосредственно из палладия и хлора.

## Применение
- Наиболее употребительный препарат палладия для получения других его соединений.
- Катализатор в органическом синтезе, в частности, в Вакер-процессе получения ацетальдегида из этилена.
- Реактив на оксид углерода(II). При пропускании газа через водный раствор хлорида палладия выпадает чёрный осадок металлического палладия:

{\displaystyle {\ce {PdCl2 + CO + H2O -> Pd + CO2 + 2 HCl}}}.

## Токсикология и безопасность
Препарат является канцерогеном.